# Camama
Camama é uma cidade e município angolano que se localiza na província de Luanda.
Anteriormente um distrito urbano e comuna do município de Talatona, em 5 de setembro de 2024 foi elevada a condição de cidade e município da província de Luanda.
O município é constituído apenas pela comuna-sede.

## Infraestrutura
É o grande polo universitário e de ensino da nação, sediando a Cidade Universitária da Universidade Agostinho Neto. O nome Camama muitas vezes confunde-se com o do campus, sendo chamado ocasionalmente de "Cidade Universitária".